# Adelina Patti
Adelina Patti (n. 19 februarie 1843, Madrid, Noua Castilie⁠(d), Spania – d. 27 septembrie 1919, Brecon⁠(d), Țara Galilor, Regatul Unit al Marii Britanii și Irlandei) a fost o soprană de origine spaniolă, considerată de unii drept cea mai mare cântăreață de muzică de operă din a doua jumătate a secolului al XIX-lea. Apreciată pentru vocea sa „agilă și flexibilă”, specifică sopranelor de coloratură, Patti debutează la vârsta de șapte ani în opera Norma și susține ultimul său recital în 1914, când cântă într-un concert caritabil la Londra.

## Biografie

### Anii copilăriei și primele activități muzicale (1843 — 1858)
Adela Juana Maria Patti, cunoscută sub numele de Adelina Patti, s-a născut în după-amiaza zilei de 19 februarie 1843 într-o modestă casă de oaspeți din Madrid ca cel de-al treilea și ultimul copil al lui Salvador Patti (un tenor sicilian originar din Catania care lucra ca și profesor de canto) și al Catalinei Chiesa (o soprană născută la Roma, angajată a Teatrului Circului, loc în care era numită „doamna Barelli”). Adelina a avut o copilărie liniștită alături de cele două surori ale sale, Carlota și Amalia, în cartierul madrilen Fuencarral, însă mama sa a întâmpinat probleme de sănătate odată cu nașterea ei și a fost nevoită să-și încheie cariera, fapt care s-a resimțit asupra bugetului familiei Patti. Temându-se de sărăcie și fiind îmbiat de succesul emigranților italieni de la mijlocul secolului al XIX-lea, tatăl său își dorea ca întreaga familie să emigreze la New York. Visul acestuia avea să se realizeze în 1847, perioadă în care înclinația fiicei sale spre muzică ieșea în evidență. În ciuda vârstei fragede, Adelina era fascinată de operă și le idolatriza pe câteva dintre prietenele mamei sale, cele mai cunoscute fiind soprana Henriette Sontag și contralta Marietta Alboni.
Fiind fascinat de abilitățile vocale ale fiicei sale, Salvador Patti avea să-i devină profesor de canto, deși mama sa se îndoia de eficacitatea acestor lecții. Adelina a apărut pentru prima oară pe o scenă la vârsta de șapte ani, când a interpretat aria „Casta diva” din tragedia lirică Norma la teatrul newyorkez Niblo's Garden. Recitalul acesteia a fost intens aclamat de către un public cunoscător din care făcea parte și Marietta Alboni, cea care avea să o susțină financiar pe Adelina și se va ocupa atent de educația muzicală a tinerei soprane. La recomandarea lui Alboni, Adelina ia lecții de canto în particular de la Maurice Strackosch, un muzician de origine cehă care avea să se căsătorească cu Amalia, una dintre celelalte două fiice ale familiei Patti. Concomitent, impresarul Victor Ullman organizează o serie de recitaluri pentru Adelina în orașul Baltimore, iar succesul înregistrat de aceste spectacole o determină pe artistă să concerteze extensiv în regiuni precum Cuba sau Puerto Rico. Reîntoarcerea sa la New York are loc cinci ani mai târziu, în 1858, după patru sute de concerte susținute în diferite părți ale Americii alături de violonistul norvegian Ole Bull și pianistul Louis Moreau Gottschalk.

### Debutul, succesul internațional și prima căsătorie (1859 — 1877)
Debutul în operă al Adelinei Patti a avut loc la 24 noiembrie 1859 la Academia de Muzică din New York, unde a cântat compoziția Lucia di Lammermoor sub conducerea dirijorului Emmanuele Muzio. În tot acest timp Patti menține legătura cu îndrumătoarea sa Marietta Alboni, care o sfătuia să călătorească în Europa pentru a se face cunoscută și pe scenele „bătrânului continent”. Având numai optsprezece ani, tânăra interpretă pleacă la Londra, unde presa o asemuiește cu celebra soprană italiană Giulia Grisi, fapt care a creat un conflict mediatic între cele două. Fiind impresariată de către cumnatul său Maurice Strackosch, Patti își face debutul european la 14 mai 1861 pe scena Operei Regale „Covent Garden” din Londra în rolul Aminei din opera belliniană Somnambula. Entuziasmată de succesul obținut în capitala Imperiului Britanic, tânăra cântăreață susține o serie de concerte în Berlin, Bruxelles, Amsterdam și Haga. În stagiunea 1862-1863 Patti debutează la Paris și semnează contracte cu diverse teatre din Europa Continentală, iar datorită celebrității obținute într-un interval atât de scurt de timp presa vremii o numea „tânăra Malibran”; de asemenea, câștigurile artistei reflectau statutul său social, aceasta obținând 800.000 de franci în urma unui turneu de un an.

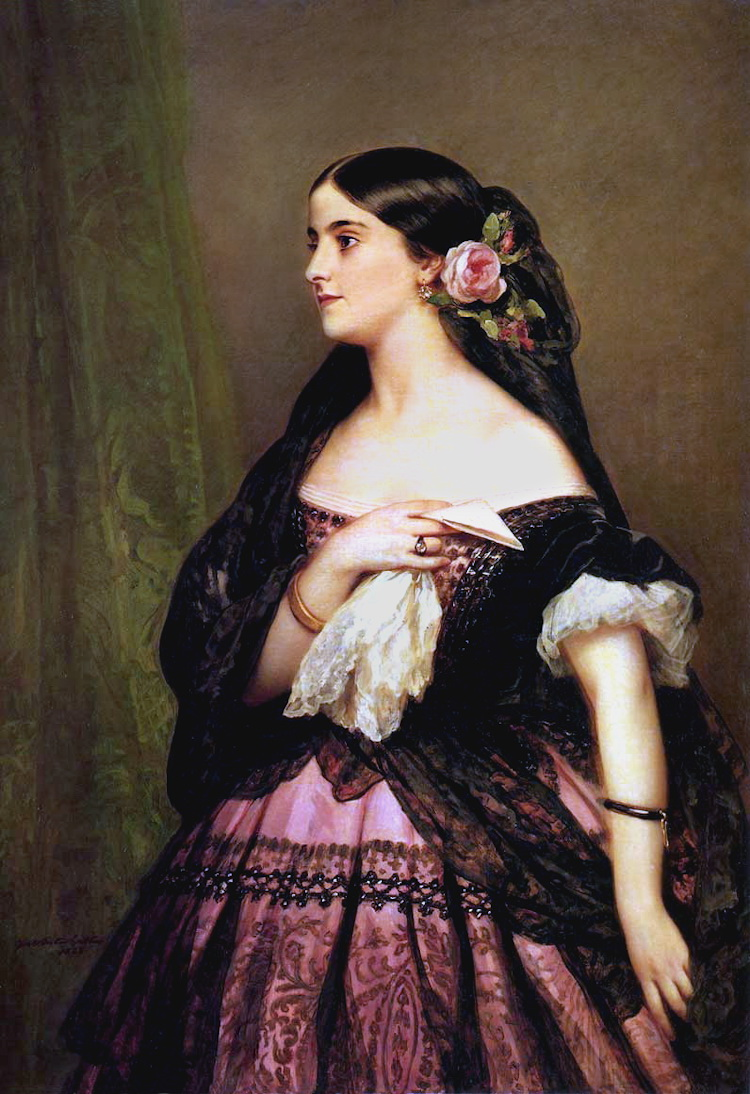
Adelina Patti în 1863 (pictură în ulei de F.X. Winterhalter)

Ajunsă la vârsta de douăzeci de ani, Adelina Patti era considerată a fi una dintre cele mai promițătoare tinere soprane ale lumii, iar călătoriile sale erau neîncetate, astfel încât aceasta ajunsese să vorbească fluent cinci limbi: germana, engleza, franceza, italiana și spaniola. La data de 12 noiembrie 1863 cântăreața apare pentru prima oară în fața publicului spaniol în opera Somnambula; recitalul, care s-a bucurat de sprijinul permanent al presei, a avut loc la Teatrul Regal din Madrid, printre spectatori numărându-se și familia regală spaniolă, iar artista a primit un onorariu de 14.000 de reali. Succesul imens obținut de Adelina în urma acestei interpretări îl determina pe jurnalistul Eduardo de Lustonó să scrie patruzeci și doi de ani mai târziu astfel: „Abia au ieșit sunetele din gâtul ei și publicul, în tonalitatea lui, s-a unit într-un ropot de aplauze, iar după rondoul final, pe care l-a cântat în mod inegalabil, aplauzele și strigătele de bravo au atins delirul”. Primirea caldă a publicului o determină pe soprană să semneze un contract de un an cu Teatrul Regal din Madrid; ulterior artista pleacă pentru o scurtă perioadă de timp la Paris, însă în 1865 se întoarce în țara natală, unde susține diverse recitaluri având un repertoriu format din Somnambula, Lucia di Lammermoor și Bărbierul din Sevilla.
În cea de-a doua jumătate a deceniului VI aveau să apară în viața artistei mai mulți bărbați care au cerut mâna ei; Maurice Strackosch, impresarul Adelinei, îi îndepărta de aceasta considerând că își doresc averea sopranei și mai puțin dragostea ei. În aceeași perioadă Patti se împrietenește cu compozitorul italian Gioachino Rossini, care „recunoștea întreaga minunăție a acelei voci și întreaga artă cu care vocaliza”. Rossini trece în neființă în 1868, iar Patti cântă la înmormântarea acestuia împreună cu Marietta Alboni una dintre ultimele opere ale compozitorului, „Stabat mater”. În primăvara aceluiași an Adelina se căsătorise cu Henri de Roger de Cauzac, marchiz de Caux, care răspundea de grajdurile împăratului Napoléon al III-lea. La Paris se zvonea că uniunea dintre cei doi este una de conveniență, Patti dorindu-și să obțină prin căsătorie acces la curtea împărătească, iar de Cauzac vrând să se reabiliteze pe plan social cu ajutorul averii artistei. Presa vremii consemna că soprana i-a dăruit soțului o jumătate de milion de lire cu ajutorul căruia acesta și-a plătit datoriile; artista nu a fost însă acceptată la curtea lui Napoléon, iar de Cauzac a fost nevoit să renunțe la responsabilitățile pe care le avea la față de împărat pentru a apăra onoarea familiei.
După o serie de concerte continentale Adelina revine la Covent Garden în 1876 și cântă pentru prima oară Traviata lui Giuseppe Verdi pentru un onorariu de cinci sute de lire pe reprezentație. Pretențiile financiare ale sopranei, dar și averea considerabilă strânsă de aceasta, i-a determinat pe un grup de hoți din Londra să pregătească un jaf, însă acesta a fost dejucat de către poliția locală; același lucru se întâmplă și într-o călătorie la Buenos Aires, iar în urma acestor incidente artista refuză să mai sprijine acțiunile de caritate. Concomitent, Adelina susține un turneu de succes în Mexic, în urma căruia câștigă 630.000 de lire; într-unul dintre concerte este acompaniată pe scenă de către tenorul Roberto Stagno, iar interpretarea acestuia stârnește aplauzele frenetice ale publicului. Deranjată, Patti avea să îl evite pe cântărețul italian și le-a interzis persoanelor din anturaj să-i mai pronunțe numele în prezența ei. În aceeași perioadă pretențiile ei financiare creșteau, iar din cauza faptului că soprana nu-i permitea soțului său să administreze bugetul familiei apar multe certuri conjugale; cei doi se despart neoficial pe parcursul anului 1877, Cauzac primind din partea Adelinei o jumătate de milion de lire sterline.

### Perioada de declin (1878 — 1889)

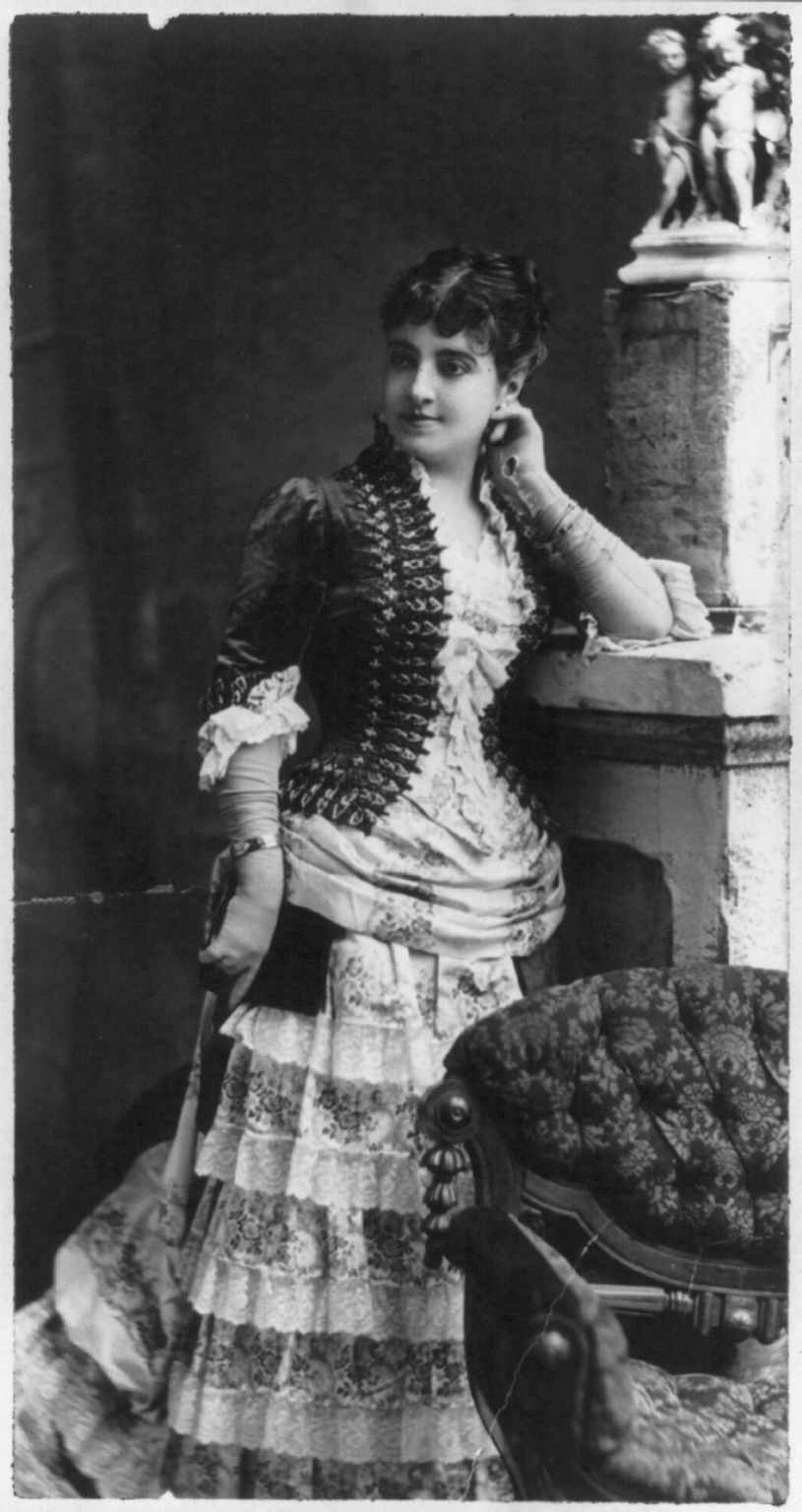
Adelina Patti în anii 1880.

În cea de-a doua jumătate a deceniului VII Adelina Patti se îndrăgostește de tenorul francez Ernesto Nicolini, care era căsătorit și avea cinci copii. Pe parcursul stagiunii 1879-1880 Patti a concertat extensiv în Europa, iar una dintre condițiile pe care le-o impunea impresarilor era ca Nicolini să fie introdus în contracte și să o acompanieze pe scenă. În decembrie 1880 Patti se reîntoarce în Spania, unde este anunțat un concert împreună cu Nicolini, însă reacțiile publicului sunt negative, iar acesta este înlocuit de conaționalul sopranei, Julián Gayarre. Totuși, din cauza unor obligațiuni contractuale în Franța, tenorul întârzie câteva zile, iar Adelina este nevoită să cânte împreună cu Nicolini, apariția acestora primind recenzii mixte din partea criticilor. Duetul dintre aceasta și Gayarre era aplaudat la scenă deschisă de către presă, care complimenta vocea Adelinei astfel: „La fel ca acum nu am mai auzit-o. Nici nu o vom mai auzi. Este o minune a zilei de azi. Însă ecoul glasului ei va dăinui de-a pururi”. Pe parcursul anului 1881, în timp ce concerta în Europa Continentală, Patti primește o ofertă din partea unui impresar american „Colonel” Mapleson pentru a cânta la Academia de Muzică de la New York. Atrasă fiind de potențialele câștiguri materiale, Adelina semnează contractul, iar succesul seriei de concerte scot instituția din situația falimentară în care se afla. Soprana continuă să concerteze la New York, însă de fiecare dată crește onorariul, ajungând până în punctul în care cerea 5.000 de lire sterline pe apariție. Reîntoarsă în Europa, Adelina Patti își dedică timpul restaurării castelului Craig-y-Nos, pe care-l cumpărase la finele anilor '70 și despre valoarea căruia presa scria că „întrece orice calcul imaginabil”.
Soprana își reia activitatea muzicală la mijlocul deceniului VIII printr-o serie de concerte ce cuprindea locații din Londra, Bruxelles, Paris, St. Petersburg, Viena sau Napoli. Cântăreața cere onorarii din ce în ce mai mari deși repertoriul ei rămânea neschimbat. Ca și reacție la viața de huzur a Adelinei, un tânăr californian vrea să arunce o bombă spre artistă pe parcursul unuia dintre recitalurile acesteia, însă în momentul în care îi întâlnește privirea scapă bomba și moare din cauza exploziei. Patti avea să-și limiteze activitatea din S.U.A. din cauza acestui incident. În 1885 Adelina sărbătorește douăzeci și cinci de ani de la primul contract semnat cu opera Covent Garden printr-un spectacol fastuos, catalogat drept „puțin cam provincial, însă mișcător”. La finele aceluiași an soprana vizitează pentru prima oară România și este „primită ca o regină, atât de public, cât și de presă, inclusiv de forțele de ordine, care au luat măsuri similare cu cele din timpul vizitei țarului.” Patti susține patru recitaluri la Teatrul Național din București între Crăciun și Anul Nou, iar la plecare îi lasă un bilet dirijorului George Stephănescu, în care laudă muzicienii români împreună cu care a cântat. Concomitent, obține divorțul de primul soț, marchizul de Caux, și se căsătorește cu Ernesto Nicolini.
În 1886 interpreta se reîntoarce în Spania, unde își menține onorariile ridicate, însă cântă „trei recitaluri cu arii, în loc să cânte opere complete”. Reacția criticilor nu întârzie să apară, iar presa cataloghează prețurile biletelor drept „o monstruozitate, una dintre cele mai mari absurdități ale epocii”. Publicul din Valencia și Barcelona este unul restrâns, însă în Madrid reacția spectatorilor este conformă cu așteptările ridicate ale sopranei, fapt care o determină să semneze un contract pentru stagiunea 1887-1888 cu Teatrul Regal. Totuși, din cauza cerințelor din ce în ce mai mari ale artistei, publicul se restrânge, iar artista se consideră ofensată și își programează concertul de adio pentru data de 28 februarie 1888, la finele căruia avea să își părăsească țara natală pentru totdeauna.

### Ultimii ani și trecerea în neființă (1890 — 1919)
La începutul anilor 1890 Patti pregătește un turneu pentru America de Sud prin intermediul căruia dorea „să ofere publicului dovada fastului de care știa să se înconjoare”. Soprana susține douăzeci și patru de reprezentații, pe parcursul cărora schimbă șaizeci de toalete de o valoare considerabilă și încasează câștiguri de peste trei milioane de franci. Ulterior călătorește la New York, unde primirea publicului este rece, iar artista este nevoită să își programeze concertul de retragere. Dezamăgită de aceste insuccese, Patti se retrage la castelul Craig-y-Nos, unde cântă doar în cadrul unor serbări intime. În 1897 Adelina are apariții la Monte Carlo și Nisa, locuri în care face ultimul debut din cariera sa, apărând în opera „Dolores” de André Pollonnais. Pe parcursul anului 1898 soțul ei, Ernesto Nicolini, pleacă într-o călătorie în Franța și moare din cauza unei boli de ficat în orășelul de provincie Pau. Deși inițial refuză să cânte pentru o scurtă perioadă de timp după moartea lui Nicolini, soprana își reia activitatea muzicală, inconștientă fiind de diminuarea calităților sale vocale. În 1899 Adelina suferă de dureri articulare și de o inflamație a genunchilor, iar cel care avea să o trateze era tânărul medic Olof Rudolf Cederström, angajat al Institutului de gimnastică suedeză de la Londra. Între cei doi se leagă o poveste de dragoste și se căsătoresc pe parcursul aceluiași an.

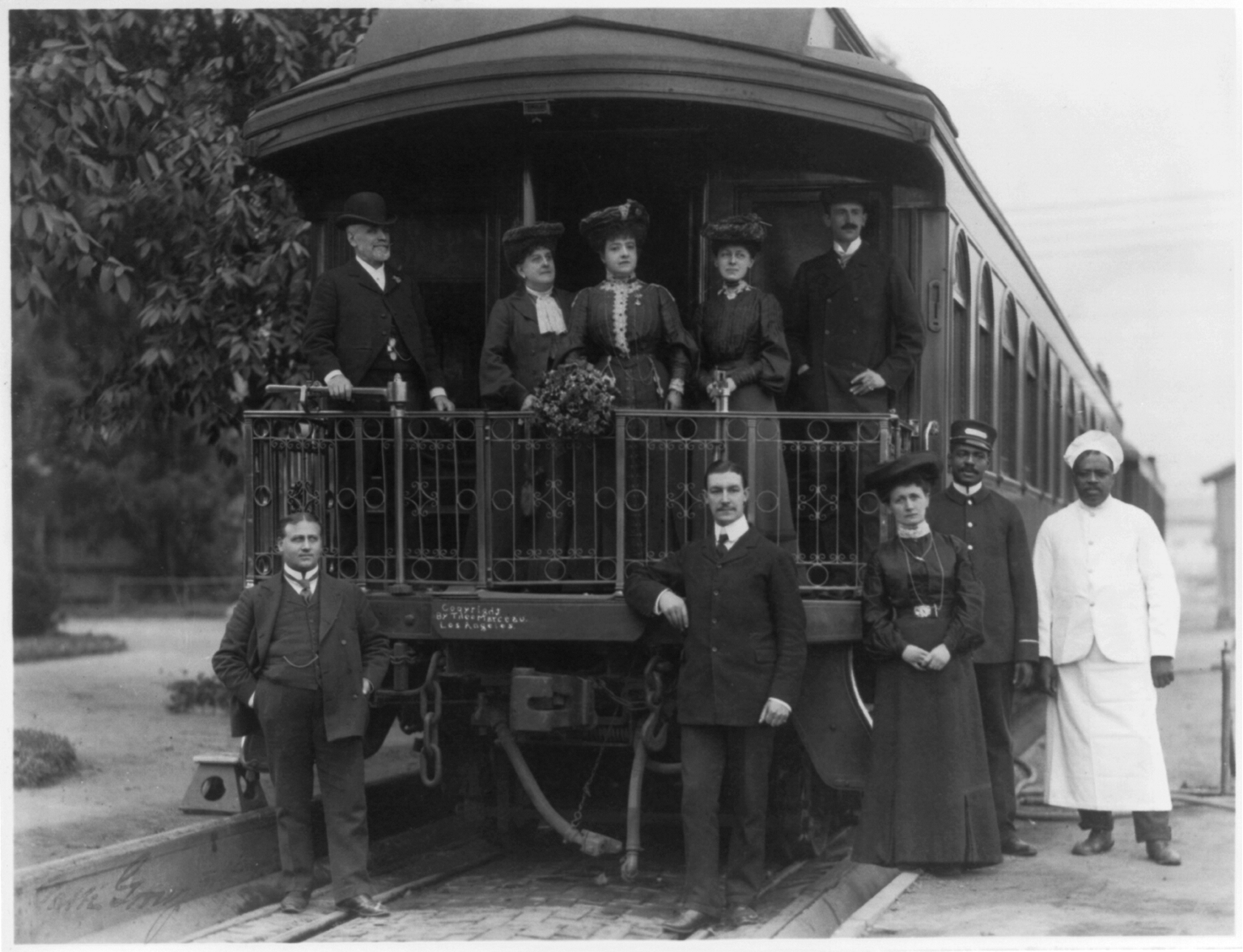
Adelina Patti alături de angajații săi (cca. 1904).

Deși detesta călătoriile, Patti susține un nou turneu în America de Nord începând cu finele anului 1903, pentru care primește un onorariu de două milioane de pesete. Seria de concerte a fost un eșec comercial, publicul numind-o pe artistă „o bătrână pe care a părăsit-o vocea”. Ulterior Adelina avea să cânte în cercuri exclusiviste, numai în Londra sau la castelul său Craig-y-Nos. În anul 1905 Patti semnează un contract în valoare de 25.000 de pesete cu compania britanică de înregistrări Gramophone și imprimă peste treizeci de opere cu ajutorul gramofonului. La data de 1 decembrie 1906 soprana susține ultimul său concert din Londra la Royal Albert Hall și părăsește scena în lacrimi și aplauzele publicului. Ultima apariție publică a interpretei a avut loc în octombrie 1914, când aceasta a cântat „Home Sweet Home” pentru Crucea Roșie, în cadrul unei acțiuni caritabile care avea ca scop strângerea de fonduri pentru soldații răniți în Primul Război Mondial. Ulterior aceasta s-a retras definitiv de pe scena muzicală, regretând că nu a putut cânta pe aceeași scenă cu tenorul italian Enrico Caruso. Soprana moare la data de 27 septembrie 1919 în castelul Craig-y-Nos, iar presa din Spania dedică decesului ei știri laconice. În conformitate cu propriile dorințe, artista care era numită „Prima Donna Assoluta” a fost înmormântată în cimitirul parizian Père-Lachaise lângă bunul său prieten Gioachino Rossini.

## Abilități vocale și aprecieri critice
Vocea Adelinei Patti prezenta mult interes pentru critică datorită ambitusului impresionant, dar și a flexibilității și purității tonului său. Profilul vocal al interpretei se încadrează în categoria sopranelor de coloratură, în copilărie presa descriindu-i glasul astfel – „ușurința cu care vocea Adelinei se mișcă între Si grav și La supraacut constituie ceva unic, senzațional, fenomen pe care nici o ată cântăreață nu-l poate atinge”. Adelina nu a abordat niciodată partituri care nu se potriveau vocii ei, nu repeta cu partenerii și „se integra în mod desăvârșit în ansamblu, fără să fi văzut măcar odată pe aceia cu care trebuia să vină în contact pe scenă”. Mai mult, criticii vremii o apreciau pe Adelina pentru faptul că respecta muzica compozitorului, „neintroducând zorzoane decât la repetarea cavalettelor, unde, de foarte mult timp, acest lucru li se îngăduie doar artiștilor de primissimo cartello, chiar de către compozitorii înșiși”. Vocea ei „agilă” îi permitea artistei să interpreteze atât roluri comice, Lucia sau Amina din Somnambula fiind cele mai bune exemple, cât și opere dramatice precum Aida sau Trubadurul. Abilitățile și stilul ei interpretativ l-au determinat pe renumitul compozitor italian Giuseppe Verdi s-o declare pe Patti ca fiind cea mai bună cântăreață pe care a auzit-o, cuvintele sale fiind următoarele: „voce minunată; stil curat; artistă magnifică, cu un charme, un naturale, ce nu le posedă nicio altă cântăreață”.
Vorbind despre tehnica ei interpretativă, muzicologul italian Rodolfo Celletti preciza că „vocea ei era o minune din punct de vedere tehnic. Staccato-urile sale erau monumente de acuratețe, chiar și în cele mai dificile intervale, legato-ul său era impresiv de calm și pur; ea își folosea vocea astfel încât lega operele notă cu notă, frază cu frază, glasul ei ridicându-se și alunecând cu o virtuozitate excepțională. Gamele ei cromatice erau delicios de dulci, iar trill-ul era minunat și solid”. Operele înregistrate de către Patti cu sprijinul casei de înregistrări Gramophone au fost numite „nejustificat de slabe din punct de vedere calitativ”. Producătorii discurilor se apărau spunând că „gramofonul a fost inventat mult prea târziu pentru a mai putea prinde vocea Adelinei în cea mai bună condiție a sa. Bineînțeles că înregistrările sunt nedrepte și nedemne de gloria zilelor de mult apuse, însă cele mai bune dintre ele (ascultate la viteza potrivită) au pasaje de o calitate seductivă (aproximativă cu cea a unei mezzo-soprane) și un stil cald, încântător poate fi simțit”.